# Vörös István (költő)
Vörös István (Budapest, 1964. szeptember 20. –) József Attila-díjas költő, prózaíró, kritikus, irodalomtörténész, esszéista, a Pázmány Péter Katolikus Egyetem oktatója. A József Attila Kör, a PEN Club, a Művészeti Alap és Szépírók Társaságának tagja. Rendszeres drámaírója a Baltazár Színház előadásainak.

## Életrajz
Tanulmányait az ELTE Tanárképző Főiskolai Kar (ELTE-TFK) magyar-történelem szakán kezdi, majd az ELTE magyar-történelem, később magyar-cseh szakos hallgatója. Közben három félévet a prágai Károly Egyetemen, egyet a New York-i Columbia Egyetemen tölt. 1987-90 a Művészeti Alap ösztöndíjasa, 1994-96 az ELTE BTK TMB ösztöndíjasa. 
1997-től Pázmány Péter Katolikus Egyetemen tanít magyar és cseh irodalmat, 2004 óta Lackfi János mellett a kreatív írás program egyik oktatója. 2006 nyarától ösztöndíjjal egy évet Berlinben tölthetett, aminek több verses- és prózakötet lett az eredménye, többek közt a Tao-tö-king ihlette versciklus, a Saját tao, amely a Vörös István gép vándorévei című kötetben jelent meg. 
Németül is publikált, illetve Švejk gyóntatója című novelláskötete 2010-ben bolgár nyelven is megjelent.
Nős, két gyermek apja.

## Kötetei
- Só, kenyér (1988, versek)
- Innenvilág (1992, elbeszélések)
- A közbülső ítélet. Versek, 1981–1989; Magvető, Budapest, 1993
- A Kafka-paradigma – Kemény Istvánnal (1993, tanulmányok)
- Holan, Vladimir, Mozartiana (1993, versfordítások, kísérő tanulmánnyal)
- Amit az alvó nem lát (1994, versek)
- A csodaöreg (Természetrajz) (1996, versek)
- Tóth László: Szó és csend. Tizenegy beszélgetés. Csiki László, Fodor András, Géczi János, Kukorelly Endre, Petőcz András, Somlyó György, Tornai József, Tőzsér Árpád, Vasadi Péter, Vörös István, Zalán Tibor; JAMK–Új Forrás, Tatabánya, 1996 (Új Forrás könyvek)
- Holub, Miroslav: Interferon avagy A színházról (1997, versfordítás-kötet Tóth Lászlóval)
- A fatelepítőknél (1998, elbeszélések)
- A szelídekre várva. Mozaik tér, 1979–1997; Tevan, Békéscsaba, 1998
- A darázs tanításai (2000, versek)
- Lakatlan szigetek már nincsenek. Dicsérő kritikák; Ister, Budapest, 2001
- A kéz öt ujja (2001, novellák)
- A švejki lélek. Milan Kundera, Bohumil Hrabal és Ludovik Vaculík munkásságáról (2002)
- A Vécsey utcai évkönyvből, 1998–1999 (2002, versek)
- Heidegger, a postahivatalnok (2003, verses regény)
- Örök naptár. Tizenhárom színész – tizenhárom kézírás, huszonhat portré és vers a Baltazár Színház tagjairól / Thirteen actors – thirteen handwriting, twenty-six portraits and poems of the members of the Baltazar Theatre; fotó Bege Nóra, vers Vörös István; Baltazár Színház Alapítvány, Budapest, 2004
- A hajnali tolvaj (2004, verses meselabirintus)*
- Gregorián az erdőn (2005, versek)
- Švejk gyóntatója (2007, elbeszélések)
- Művészet-e a fordítás? Útkeresés a kultúrák között. Bohemisztika és poétika; szerk. Beke Márton, Mészáros Andor, Vörös István; PPKE BTK Szlavisztika Közép-Európa Intézet Cseh Tanszék–Szt. Adalbert Közép-Európa Kutatócsoport, Piliscsaba Esztergom, 2008 (Pons Strigoniensis Orloj könyvek)
- Apám kakasa (2009, versátírások Lackfi Jánossal)
- A Vörös István gép vándorévei. Fejlődésregény (2009, versek)
- Ördögszáj. Tíz dráma. Lélekvesztések bő száz év magyar történelméből, 1918–2048; Napkút, Budapest, 2010
- A Kant utca végén. Jazz; Tipp Cult, Budapest, 2011 (P'art könyvek)
- Keresztelés özönvízzel. Befejezhetetlen krimi; Noran Könyvesház, Budapest, 2011
- Fénylovasok. Utazás a Panda csillagképből a Földre és vissza; Noran Könyvesház, Budapest, 2012
- Aki nevetve született. Mesék gyerekeknek és felnőtteknek; Napkút, Budapest, 2013
- Gagarin avagy Jóslástan alapfokon. Regény az ugrásszerű fejlődésről; Jelenkor, Pécs, 2013
- Tőlem távoli cselekedeteim. Választott versek Vörös István 50. születésnapjára; Példa Képfőiskola Kortárs Művészeti Alapítvány, Hernádkak, 2014 (Spanyolnátha könyvek)
- Száz és egy. Születésnapi versek, sok képpel; fotó Móser Zoltán, vers Vörös István; Napkút, Budapest, 2014
- Zsoltárok; Jelenkor, Pécs, 2015[1]
- Lackfi János–Vörös István: Apám kakasa. Változatok klasszikus magyar gyerekversekre. Új versekkel; Kolibri, Budapest, 2015
- Lackfi János–Vörös István: Csavard fel a szöveget; Athenaeum, Budapest, 2016
- Lackfi János–Vörös István: Szilágyi Örzsébet e-mailjét megírta; Helikon, Budapest, 2017
- Thomas Mann kabátja; Noran Libro, Budapest, 2017
- Elégia lakói, 2000–2011; Tipp Cult, Budapest, 2018 (Parnasszus könyvek. P-art)
- Séta közben. Tanulmányok Mándy Iván életművéről; szerk. Bengi László, Vörös István; MIT, Budapest, 2018 (MIT-konferenciák)
- A szabadság első éjszakája; Noran Libro, Budapest, 2019
- Titkok az Ilcsey utcában; Pagony, Bp., 2020 (Loni és a kísértetek)
- Loni és a Varázsvár. Titkok a Vértesben; Pagony, Bp., 2021
- Nem ti kussoltok; Scolar, Bp., 2021
- Él-e még Petőfi? Kétszáz év története; Mediacom, Bp., 2021
- Árnyékvers és irónia. Esszék, tanulmányok, esszéversek; Kijárat–I.T.E.M. Alapítvány, Bp., 2022
- Nemet mondani; Cédrus Művészeti Alapítvány, Bp., 2024
- A kézenálló ipszilon; MediaCom, Bp., 2024

## Egyéb művek
- Švejk, a féregirtó, avagy a puska nem sül el (2003, vígjáték)
- Repülési engedély – angyaloknak (dráma, bemutató: 2003. június 13. Pécsi Országos Színházi Találkozó, Baltazár Színház)
- Aki nevetve született (dráma, bemutató: 2005. december 12. Millenáris Fogadó, Budapest, Baltazár Színház)
- Mackó és az állatok (2005, bábjáték)
- Kőválasz (dráma, bemutató: 2008. március 25. Budapesti Kamaraszínház Tivoli, Tavaszi Fesztivál, Baltazár Színház)
- Boldog Óra (dráma, bemutató: 2014. március 21. Baltazár Színház)
- Az üstökös (dráma, bemutató: 2018. december 12. Baltazár Színház)
- Por (dráma, bemutató: 2019. december 12. Baltazár Színház)

## Díjai
- A Művészeti Alap Ösztöndíja, 1987–90
- IRAT-különdíj, 1989
- IRAT-nívójutalom, 1993
- Móricz Zsigmond-ösztöndíj, 1993
- Soros-ösztöndíj, 1995
- Jan Smrek-különdíj (Pozsony), 1998
- Déry Tibor-díj, 1998
- Füst Milán-díj, 1998
- József Attila-díj, 2003
- Vilmos-díj, 2004
- Premia Bohemica-díj (cseh irodalmi díj), 2005

### Interneten elérhető művei
- Vörös István haikui. Terebess.hu. (Hozzáférés: 2010. június 9.)
- Vörös István versei. Látó. [2014. augusztus 11-i dátummal az eredetiből archiválva]. (Hozzáférés: 2010. június 9.)
- Írásai az ÉS-ben. Élet és Irodalom. (Hozzáférés: 2010. június 9.)
- Vörös, István: Miért olvassunk kortárs irodalmat?. Új Forrás. [2014. szeptember 11-i dátummal az eredetiből archiválva]. (Hozzáférés: 2010. június 9.)